# Plåster

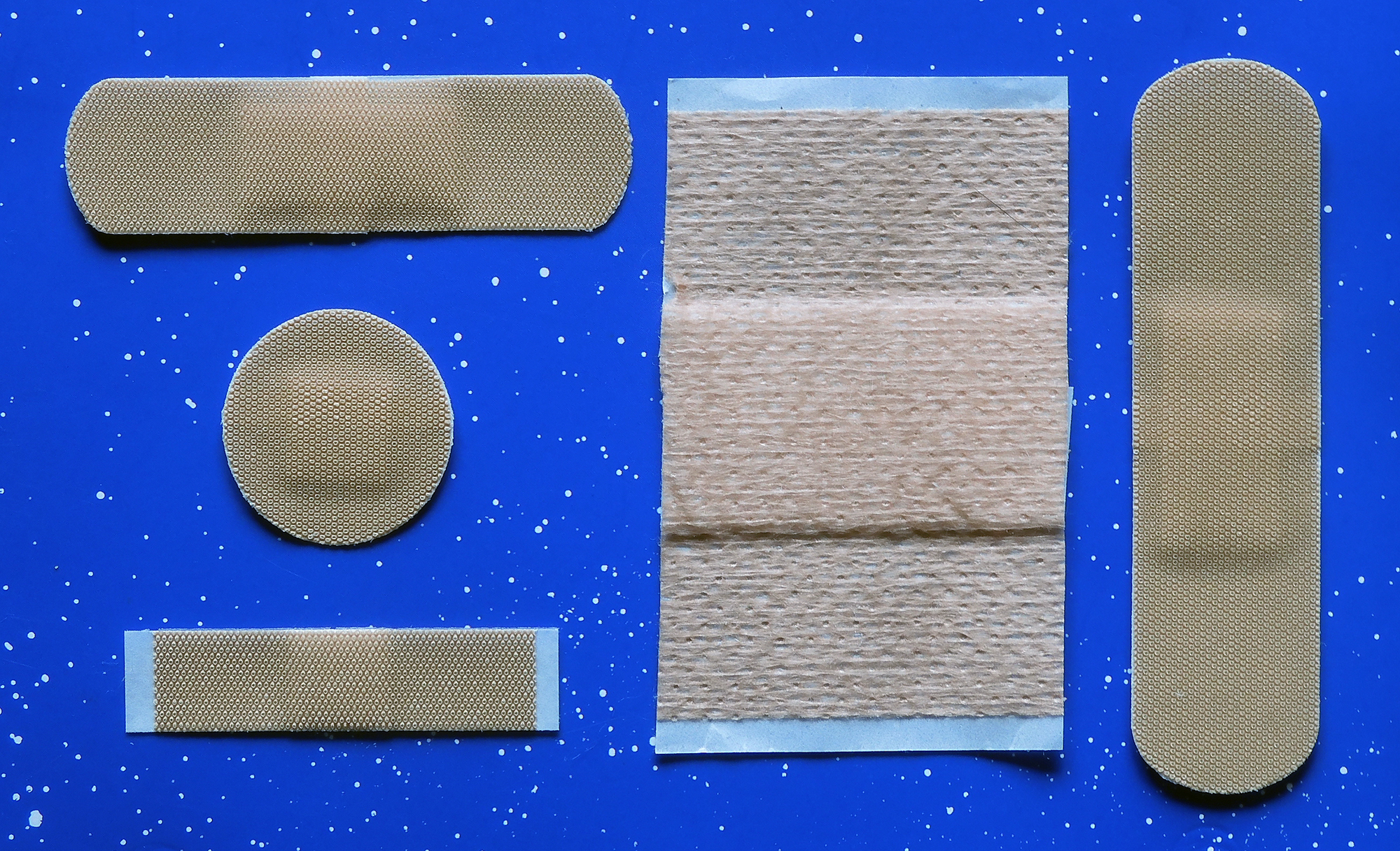
Plåster i olika storlekar, det stora plåstret är i elastisk textil och säljs i sverige på rulle upp till 5 meters längd, det runda plåstret har en diameter på 23 mm.

Ett plåster är ett litet självhäftande förband som bland annat används för att skydda små sår och stoppa blödning. Plåster finns i olika material och utföranden för passa specifika skador och sår. För stora sår är det i regel lämpligare att använda någon form av bandage eller förband, exempelvis ett första förband.

## Transdermala plåster
Plåster kan även användas för att administrera läkemedel genom huden, så kallade transdermala plåster. Fördelen med detta är att patienten inte behöver svälja tabletter och att plåstret kan frisätta sin aktiva substans under en längre tid. Exempel på transdermala plåster är hormonplåster, nikotinplåster och plåster som innehåller starka smärtstillande substanser.
Plåster som innehåller läkemedel ska inte slängas som vanliga sopor, eftersom läkemedlen kan vara miljöfarliga. De kan i stället återlämnas där de köptes eller lämnas på en återvinningscentral.

## Etymologi
Nu för tiden menar man i en överförd bemärkelse med häftplåster en textil- eller plastremsa med häftämne plus en kudde gasväv. Ursprungligen menade man med plåster ett farmakologiskt preparat i pastaform eller en hård stång, som efter uppvärmning kunde smetas ut på en tygremsa och läggas på det sjuka stället. Det var alltså själva pastan som var plåstret och som genom sin komposition hade en helande verkan, och tygremsan var bara bärare av plåstret. "Kloka gummor" hade recept på plåster. I fornsvenska hette plåster plaster och kom via tyska från medeltidslatin plastrum, nylatin emplastrum med betydelsen förband.